# Dorvil·lèids
Els dorvil·lèids (Dorvilleidae) són una família d'anèl·lids poliquets de l'ordre dels eunícides, que viuen simbiòticament dins la cambra branquial dels crancs o bé sobre les algues i els detritus.

## Taxonomia
La família Dorvilleidae inclou 201 espècies en 32 gèneres:
- Anchidorvillea Hilbig & Blake, 1991
- Apodotrocha Westheide & Riser, 1983
- Apophryotrocha Jumars, 1974
- Arenotrocha Westheide & von Nordheim, 1985
- Coralliotrocha Westheide & von Nordheim, 1985
- Diaphorosoma Wolf, 1986
- Dorvillea Parfitt, 1866
- Eliberidens Wolf, 1986
- Exallopus Jumars, 1974
- Gymnodorvillea Wainwright & Perkins, 1982
- Ikosipodoides Westheide, 2000
- Ikosipodus Westheide, 1982
- Iphitime Marenzeller, 1902
- Mammiphitime Orensanz, 1990
- Marycarmenia Nunez, 1998
- Meiodorvillea Jumars, 1974
- Microdorvillea Westheide & Von Nordheim, 1985
- Neotenotrocha Eibye-Jacobsen & Kristensen, 1994
- Ophryotrocha Claparède & Mecznikow, 1869
- Ougia Wolf, 1986
- Parapodrilus Westheide, 1965
- Parophryotrocha Hartmann-Schröder, 1971
- Parougia Wolf, 1986
- Petrocha von Nordheim, 1987
- Pettiboneia Orensanz, 1973
- Pinniphitime Orensanz, 1990
- Protodorvillea Pettibone, 1961
- Pseudophryotrocha Hilbig & Blake, 1991
- Pusillotrocha Westheide & von Nordheim, 1985
- Schistomeringos Jumars, 1974
- Veneriserva Rossi, 1984
- Westheideia Wolf, 1986